# مینا نوروزی
مینا نوروزی فرد (زاده ۱۰ فروردین ۱۳۴۴) بازیگر سینما، تئاتر و تلویزیون اهل ایران است.

## بازیگر

### سینمایی
- جرات و حقیقت (۱۴۰۰)
- اشیا از آنچه در آینه می‌بینید به شما نزدیکترند (۱۳۹۱)
- ۵۷۸ روز انتظار (۱۳۹۰)
- باد در علفزار می‌پیچد (۱۳۸۶)
- کنعان (۱۳۸۶)
- کودک شاعر (۱۳۸۱)
- شور عشق (۱۳۷۹)
- آسمان پرستاره (۱۳۷۸)
- سلام به انتظار (۱۳۷۴)
- شاخ گاو (۱۳۷۴)
- فرمان آتش (۱۳۷۴)
- عروسی خون (۱۳۷۳)
- آخرین خون (۱۳۷۲)
- دره هزار فانوس (۱۳۷۲)

## تلویزیون
| سال  | مجموعه تلویزیونی      | کارگردان           | توضیحات                                                   |
| ۱۳۷۱ | سیمرغ                 | حسین قاسمی جامی    | شبکه ۱                                                    |
| ۱۳۷۱ | مزد ترس               | حمید تمجیدی        | شبکه ۲                                                    |
| ۱۳۷۲ | شیطان در خانه         | محمدرضا زهتابی     | شبکه ۱                                                    |
| ۱۳۷۲ | ده هزار فانوس         | احمدرضا گرشاسبی    | شبکه ۲ - از این سریال فیلمی به همین نام در سینما اکران شد |
| ۱۳۷۳ | راهیان                | علی بیابانی        | شبکه ۱–۹ قسمت                                             |
| ۱۳۷۳ | خانه شلوغ             | علی شوقیان         |                                                           |
| ۱۳۷۴ | داستان یک شهر         | خسرو معصومی        | شبکه ۱                                                    |
| ۱۳۷۵ | سرزمین ملائک          | علی غفاری          | شبکه ۱                                                    |
| ۱۳۷۶ | سفر سبز               | بهروز طاهری        | شبکه ۱                                                    |
| ۱۳۷۶ | گل‌های کاغذی           | محمدنجف اوشانی     | شبکه ۲                                                    |
| ۱۳۷۶ | پسران عاقل            | فریدون حسن پور     | شبکه ۲                                                    |
| ۱۳۷۶ | قطار ابدی             | رضا عطاران         | شبکه ۳ پخش در سال ۱۳۷۸                                    |
| ۱۳۷۷ | یک پنجره به سوی ماه   | علی روئین‌تن        | شبکه ۲                                                    |
| ۱۳۷۷ | صدف و مروارید         | محسن شهابی         | شبکه ۲                                                    |
| ۱۳۷۷ | دنیای شیرین دریا      | بهروز بقایی        | شبکه ۱                                                    |
| ۱۳۷۷ | کت جادویی             | محمدحسین لطیفی     | شبکه ۳                                                    |
| ۱۳۷۹ | جوان امروز            | یوسف سیدمهدوی      | شبکه ۳                                                    |
| ۱۳۷۹ | یلدای قدر             | محمدرضا فریس آبادی | شبکه ۲                                                    |
| ۱۳۷۹ | جاده‌های سبز شمالی     | عباس رافعی         | شبکه ۱                                                    |
| ۱۳۸۰ | عشق سال‌های جنگ        | علی بهادر          | شبکه ۳                                                    |
| ۱۳۸۰ | تصمیم نهایی           | محسن شاه محمدی     | شبکه ۱                                                    |
| ۱۳۸۰ | روزهای آرزو           | شاهرخ حمیدی مقدم   | شبکه ۱                                                    |
| ۱۳۸۰ | پرونده‌های مجهول       | جمال شورجه         | شبکه ۲                                                    |
| ۱۳۸۰ | راز شیوا              | پرویز حسن پور      | شبکه ۳                                                    |
| ۱۳۸۱ | خاتون                 | فیاض موسوی         | شبکه ۱                                                    |
| ۱۳۸۱ | مشاور                 | مسعود رشیدی        | شبکه ۱                                                    |
| ۱۳۸۱ | گل‌های آبی             | محمدجواد کاسه ساز  | شبکه ۱                                                    |
| ۱۳۸۲ | حصیر سرد              | محمدرضا معینی      | شبکه ۱                                                    |
| ۱۳۸۲ | خانه امید             | علی بیابانی        | شبکه ۱                                                    |
| ۱۳۸۲ | مهر و ماه             | فیاض موسوی         | شبکه ۱                                                    |
| ۱۳۸۳ | مروارید سرخ           | مسعود رسام         | شبکه تهران                                                |
| ۱۳۸۴ | بچه‌های هور            | عبدالله باکیده     | شبکه تهران                                                |
| ۱۳۸۵ | صیام و تیام           | مسعود فرخنده       | شبکه ۱ - پخش در ماه رمضان                                 |
| ۱۳۸۵ | بچه‌های بوستان         | مسعود فرخنده       | شبکه ۱ پخش در نوروز ۸۶                                    |
| ۱۳۸۶ | حکایت نی              | علی مختارزاده      | شبکه ۱                                                    |
| ۱۳۸۷ | یلدا                  | مسعود رشیدی        | شبکه ۱ - ۱۳ قسمت                                          |
| ۱۳۸۷ | جاده در دست تعمیر     | حسین تبریزی        | شبکه ۲ - ۱۴ قسمت                                          |
| ۱۳۸۷ | آواز چیکا             | محمدرضا معینی      | شبکه ۳ ۱۰ قسمت                                            |
| ۱۳۸۷ | زمانی برای پشیمانی    | اسماعیل فلاح پور   | شبکه ۳                                                    |
| ۱۳۸۷ | امین و مینا           | هنگامه مفید        | شبکه قرآن - پخش در نوروز ۸۸                               |
| ۱۳۸۸ | دفترخانه شماره ۱۳     | سید وحید حسینی     | شبکه ۱ - بازیگر مهمان                                     |
| ۱۳۸۹ | آسمان همیشه ابری نیست | سعید عالم زاده     | شبکه ۱ - ۳۱ قسمت                                          |
| ۱۳۸۹ | قسم                   | حسین تبریزی        | شبکه ۳                                                    |
| ۱۳۸۹ | ستاره باران           | بهمن زرین‌پور       | شبکه ۱                                                    |
| ۱۳۸۹ | ساعت فراموشی          | عباس رنجبر         | شبکه ۱                                                    |
| ۱۳۹۰ | پیشواز                | سعید ابراهیمی فر   | شبکه ۲ - پخش در دهه فجر                                   |
| ۱۳۹۱ | خانه‌ای روی تپه        | داریوش یاری        | شبکه ۲ -                                                  |
| ۱۳۹۲ | بال‌های خیس            | عباس رنجبر         | شبکه ۱                                                    |
| ۱۳۹۲ | رخنه                  | حسین تبریزی        | شبکه ۲                                                    |
| ۱۳۹۳ | دیگری                 | احمد کاوری         | شبکه ۳                                                    |
| ۱۳۹۳ | نیلی تر از مهتاب      | سید محسن یوسفی     | شبکه ۳ - ۶ قسمت                                           |
| ۱۳۹۳ | مهر طوبی              | سیدمجید موسویان    | شبکه ۳                                                    |
| ۱۳۹۵ | قصه‌های تبیان          | کارگردانان مختلف   | شبکه ۵                                                    |
| ۱۳۹۶ | شکوه یک زندگی         | رضا بهشتی          | شبکه ۲                                                    |
| ۱۳۹۶ | خانواده دکتر ماهان    | راما قویدل         | شبکه ۲                                                    |
| ۱۳۹۷ | در کنار هم            | حمیدرضا غفارزاده   | شبکه ۲                                                    |
| ۱۳۹۷ | کوبار                 | فریدون حسن پور     | شبکه ۲                                                    |
| ۱۳۹۷ | بازی نقاب‌ها           | سیروس حسن پور      | شبکه ۲                                                    |
| ۱۳۹۷ | دنگ و فنگ روزگار      | جواد مزد آبادی     | شبکه ۱                                                    |
| ۱۳۹۸ | وارش                  | احمد کاوری         | شبکه ۳                                                    |
| ١٣٩٩ | ایلدا                 | راما قویدل         | شبکه ١                                                    |
| ١۴٠١ | مسافران شهر           | سیروس حسن پور      | شبکه ۵                                                    |

## تئاتر
- پنجره فولاد (۱۳۸۶)